# Пор (Армения)
Пор (арм. Փոռ) — село в Вайоцдзорской области Армении.

## География
Село расположено в южной части марза, к югу от реки Арпы, на расстоянии 27 километров к юго-востоку от города Ехегнадзор, административного центра области. Абсолютная высота — 1510 метров над уровнем моря.
Климат
Климат характеризуется как умеренно холодный, влажный (Dfb в классификации климатов Кёппена). Среднегодовая температура воздуха составляет 9,2 °C. Средняя температура самого холодного месяца (января) составляет −3,9 °С, самого жаркого месяца (июля) — 21,5 °С. Расчётная многолетняя норма атмосферных осадков — 400 мм. Наибольшее количество осадков выпадает в мае (69 мм).

## Население
| Год переписи | Население          | Население          | Население          | Население            | Население            | Население            |
| Год переписи | Наличное население | Наличное население | Наличное население | Постоянное население | Постоянное население | Постоянное население |
| Год переписи | Всего              | Мужчины            | Женщины            | Всего                | Мужчины              | Женщины              |
| ------------ | ------------------ | ------------------ | ------------------ | -------------------- | -------------------- | -------------------- |
| 2001         | 155                | 73                 | 82                 | 150                  | 75                   | 75                   |
| 2011         | 115                | 63                 | 52                 | 134                  | 71                   | 63                   |

| Год  | Численность | Численность |
| ---- | ----------- | ----------- |
| 1831 | 18          | [ 8 ]       |
| 1873 | 396         | [ 9 ]       |
| 1897 | 439         | [ 8 ]       |
| 1926 | 244         | [ 8 ]       |
| 1939 | 311         | [ 8 ]       |
| 1959 | 165         | [ 8 ]       |
| 1970 | 118         | [ 8 ]       |
| 1979 | 96          | [ 8 ]       |
| 2001 | 150         | [ 8 ]       |
| 2011 | 134         | [ 10 ]      |